# Got to Be Certain
«Got to Be Certain» — второй сингл с дебютного студийного альбома австралийской певицы Кайли Миноуг, выпущенный 2 мая 1988 года. Песню написало известное продюсерское трио Сток, Эйткен и Уотермен. Видеоклип к «Got to Be Certain» записал режиссёр Крис Лангмен в апреле 1988 года.
Сингл имел значительный коммерческий успех, возглавив национальный хит-парад на родине исполнительницы и заняв вторую строчку британского рейтинга UK Singles Chart.

## Живые выступления
Кайли представила эту песню в следующих концертных турах:
- Disco in Dream/The Hitman Roadshow
- Enjoy Yourself Tour
- Rhythm of Love Tour
- Let’s Get to It Tour
- Showgirl: The Greatest Hits Tour
- Showgirl: The Homecoming Tour
- North American Tour 2009
- Aphrodite World Tour

Также песня исполнялась на телевидении в специальном шоу «The Kylie Show».

## Список композиций
Сингл был выпущен в нескольких вариантах.
CD-сингл
1. «Got to Be Certain» (Extended Mix) — 6:36
2. «I Should Be So Lucky» (Extended Mix) — 6:08
3. «Got to Be Certain» (Out for a Duck, Bill, Platter Plus Dub Mix — Instrumental) — 3:17

7"-сингл
1. «Got to Be Certain» — 3:17
2. «Got to Be Certain» (Out for a Duck, Bill, Platter Plus Dub Mix — Instrumental) — 3:17

12"-сингл
1. «Got to Be Certain» (Extended Mix) — 6:36
2. «Got to Be Certain» (Out for a Duck, Bill, Platter Plus Dub Mix — Instrumental) — 3:17
3. «Got to Be Certain» — 3:17

12" remix
1. «Got to Be Certain» (Ashes to Ashes — The Extra Beat Boys remix) — 6:52
2. «Got to Be Certain» (Out for a Duck, Bill, Platter Plus Dub Mix — Instrumental) — 3:17
3. «Got to Be Certain» — 3:17

iTunes digital EP — Remixes
(выпущен студией PWL в 2009 году.)
1. «Got to Be Certain»
2. «Got to Be Certain» (Extended Mix)
3. «Got to Be Certain» (Ashes to Ashes — The Extra Beat Boys remix)
4. «Got to Be Certain» (Out for a Duck, Bill, Platter Plus Dub Mix — Instrumental)
5. «Got to Be Certain» (backing track)
6. «Love at First Sight» (1988 version) (instrumental)
7. «Love at First Sight» (1988 version) (backing track)

## Позиции в чартах
В мае 1988 года «Got to Be Certain» был выпущен в Великобритании. Песня быстра набирала популярность, и стала второй в пятерке самых популярных хитов Миноуг, когда дебютировала на 15-й строчке UK Singles Chart. Через некоторое время песня добралась до второй позиции в чарте, на которой продержалась три недели. Всего было продано 278 000 копий. За пределами Великобритании, сингло тоже был популярен: он занимал первые места в 7 других странах, включая Финляндию и Израиль. К тому времени в Швеции уже было продано 17 227 копий. Заняв вторую строчку, «Got to Be Certain» продержался в новозеландском чарте 14 недель. Это был один из самых успешных синглов Кайли.
«Got to Be Certain» достиг первого места в Австралии и вошёл в лучшую десятку национальных чартов Германии, Швейцарии, Испании и Норвегии.
| Максимальная позиция в чарте | Максимальная позиция в чарте | Максимальная позиция в чарте                 | Максимальная позиция в чарте | Максимальная позиция в чарте | Максимальная позиция в чарте | Максимальная позиция в чарте | Максимальная позиция в чарте | Максимальная позиция в чарте | Максимальная позиция в чарте | Максимальная позиция в чарте | Максимальная позиция в чарте | Максимальная позиция в чарте |
| Великобритания               | Соединённые Штаты Америки    | Федеративная Республика Германии (1949—1990) | Швейцария                    | Франция                      | Нидерланды                   | Швеция                       | Норвегия                     | Австралия                    | Новая Зеландия               | Япония                       | Гонконг                      | Ирландия                     |
| ---------------------------- | ---------------------------- | -------------------------------------------- | ---------------------------- | ---------------------------- | ---------------------------- | ---------------------------- | ---------------------------- | ---------------------------- | ---------------------------- | ---------------------------- | ---------------------------- | ---------------------------- |
| 2                            | —                            | 6                                            | 8                            | 9                            | 40                           | 19                           | 6                            | 1                            | 2                            | —                            | 1                            | 4                            |